# Christian Sardet
Christian Sardet, né le 25 août 1946 à Châtellerault (Vienne), est un biologiste français, spécialiste des organismes marins, notamment des planctons.

## Biographie
Il raconte que sa vocation scientifique est née grâce à un microscope offert par son grand-père durant son enfance, avec lequel il observait les organismes vivant dans des mares.

### Formation
- INSA de Lyon : diplôme d'ingénieur biochimiste
- Poursuite des études aux États-Unis : Philadelphie, puis Université de Californie à Berkeley, où il passe une thèse de doctorat (PhD)
- Centre de génétique moléculaire à Gif-sur-Yvette[2],[3],[1]

### Carrière
Sa carrière se déroule à l'Observatoire océanologique de Villefranche-sur-Mer, dépendant du CNRS et de l'université Pierre-et-Marie-Curie.
Il y sera directeur de recherche puis directeur de recherche émérite, ainsi que professeur à l'université Pierre-et-Marie-Curie,,.
De 1987 à 2013, il a dirigé quatorze thèses d'université.
De 2009 à 2013 : Cofondateur et coordinateur scientifique de l’expédition TaraOceans (2009-2013) consacrée à l’étude globale du plancton.
De juillet 2016 à janvier 2017, à la Fondation Cartier pour l'art contemporain, il participe à l'exposition intitulée « Le grand orchestre des animaux », où il réalise avec l'artiste japonais Shiro Takatani l'installation Plancton, Aux origines du vivant.
Sa compétence en sciences et en vulgarisation est reconnue internationalement,.

## Œuvres (sélection)

### Ouvrages
Certains ouvrages ont été écrits ou traduits principalement en anglais, mais aussi en allemand et en chinois.
- Christian Sardet, Plancton : aux origines du vivant, Ulmer, 2013 (réimpr. 2022), 215 p. (ISBN 9782841386345, OCLC 863132093)[9]
- Christian Sardet (préf. Éric Karsenti), Les cellules : une histoire de la vie, Ulmer, 2023, 223 p. (ISBN 9782379223563, OCLC 1410884411)[10]

### Audiovisuel
Il a aussi réalisé des documentaires et des photos portant sur son domaine de recherches,.
Dans le cadre de l'expédition Tara Océans, il lance en collaboration avec son fils Noé la série Chroniques du plancton (Plankton chronicles) , visionnable sur internet en vingt vidéos,.

## Distinctions
- 2007 : European Award for Communication in Life Sciences attribué par l'EMBO[14],[8]
- 2013 : Lauréat du prix des sciences de la mer décerné par l'IFREMER[15],[6]
- 2014 : Prix du « Meilleur guide du monde sous-marin » au Festival mondial de l'image sous-marine et de l'environnement marin pour son ouvrage Plancton : aux origines du vivant[16]
- Chevalier de la Légion d'honneur[17],[2],[8]